# کال ایر ای-۹

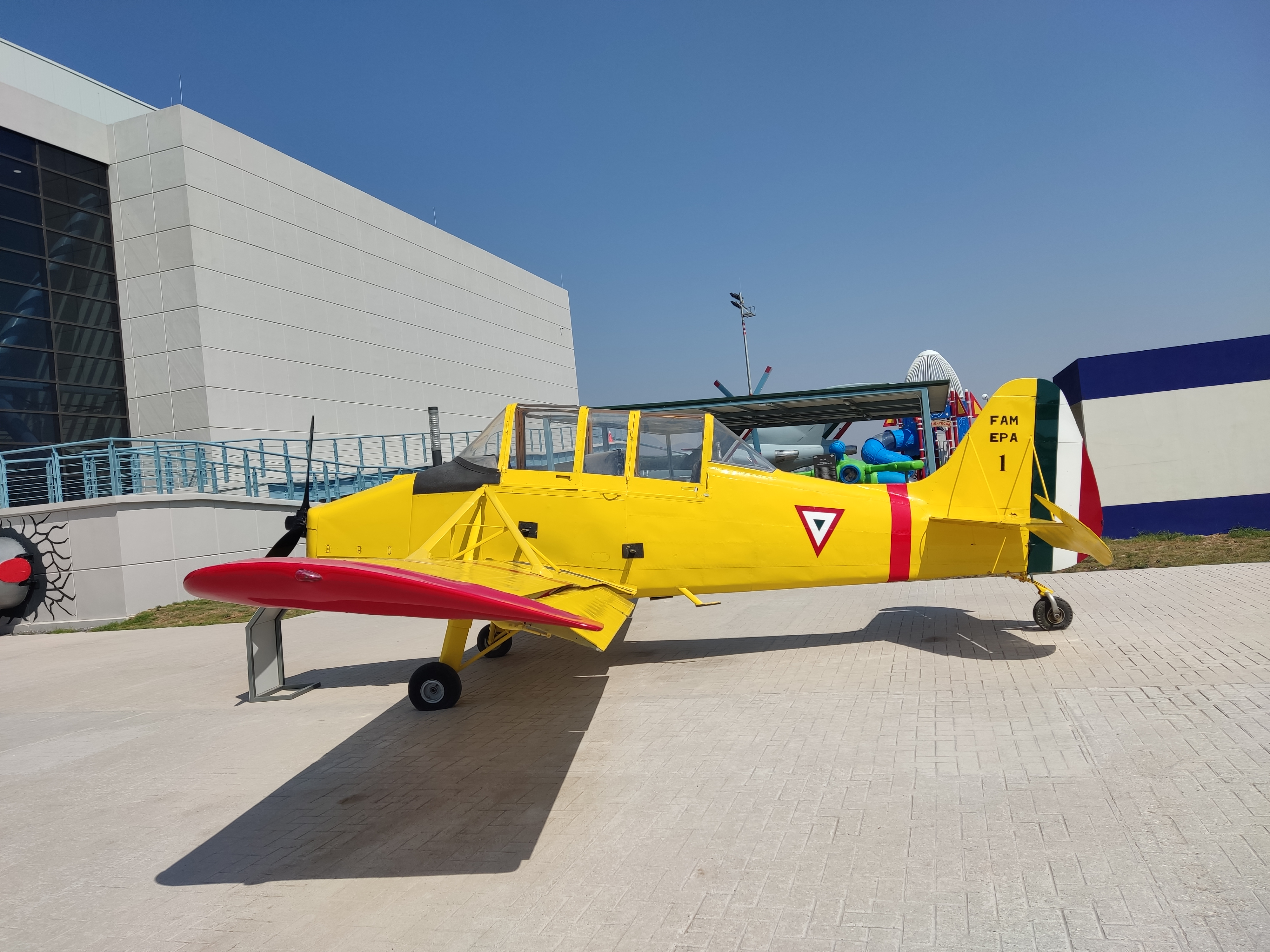
Mexican Air Force AAMSA A9B-M Quail "Naco"

A-9 (به انگلیسی: CallAir_A-9) یک هواگرد ملخ‌پیشین تک‌موتوره از نوع سم پاش ساخت شرکت Intermountain Manufacturing Company, Aero Commander است. هواگرد A-9 نخستین پروازش را در ۱۹۶۳ میلادی انجام داد.